# Зарубежная помощь афганской оппозиции (1979—1989)
Зарубежная помощь афганской оппозиции (1979—1989) (финансовая, военная, гуманитарная), оказанная афганским антикоммунистическим силам целым рядом государств в период Афганской войны (1979—1989).

## Начало
В период Президентства в США Р. Рейгана в 1980 году активизировались усилия по созданию единого фронта борьбы против СССР и ДРА. Начиная с 1980 года шёл рост объёма американской военной помощи афганским мятежникам: в 1984 года её объём составил 125 миллионов долларов, в 1985 году — 250 миллионов, а в 1986 году — 470 миллионов, в 1987 году он составил 630 миллионов долларов. По данным Мохаммада Юсуфа — начальника афганского отдела центра разведки Пакистана, в 1983—1987: объём финансовых средств, направленных на поддержку афганского сопротивления к 1987 году, только от США — в день составлял около 1 миллиона долларов — 1,75 миллионов дойче марок.
Общая сумма помощи афганской оппозиции из США к 1988 году достигла 2,1 миллиарда долларов. Такой же объём военной помощи афганской вооружённой оппозиции оказала Саудовская Аравия. Вместе с тем, значительные финансовые средства поступали из частных фондов арабских стран Персидского залива — порядка 400 миллионов долларов ежегодно.
Уже в начале 1981 года американский журнал «Солдат удачи» («Soldier of Fortune») опубликовал серию интервью с лидерами моджахедов, в которых они предлагали «добровольцам со всего мира» присоединяться к ним. В этих же журналах были опубликованы «частные объявления» с адресами и контактами для желающих принять участие в войне.

## США и Великобритания
В начальный период войны США и Великобритания проводили против СССР секретную операцию под кодовым названием «Фарадей», которая курировалась министерствами обороны Великобритании и США. Непосредственными исполнителями задач были сотрудники британского спецподразделения SAS и разведывательного управления Министерства обороны США.

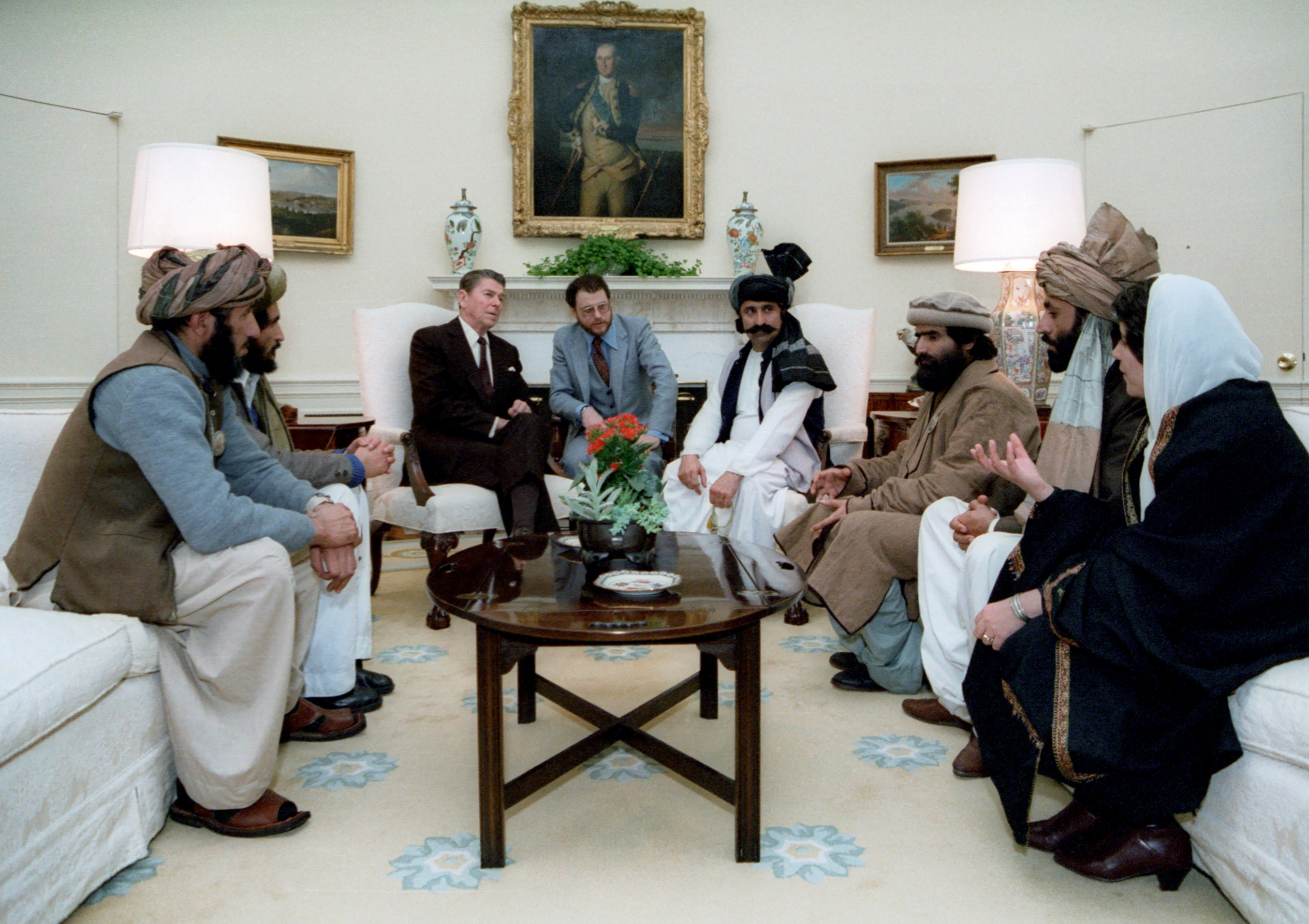
Президент США Рональд Рейган встречается с делегацией жителей афгано-пакистанского региона в Белом доме в 1983 году.

Операция преследовала следующие цели: создание тренировочных лагерей (в том числе, на территории Пакистана и в Шотландии); засылку американских и британских диверсантов из частей спецназа для ведения разведки в районах Кандагар — Баграм — Кабул; организацию поставок оружия, боеприпасов и минно-взрывных средств; инструктирование афганских моджахедов по тактике диверсионной деятельности.

Однако наибольший масштаб помощи афганским мятежникам связан с началом операции «Циклон» ЦРУ США.
«Циклон» — операция ЦРУ в Афганистане в 1980 годы, одна из наиболее продолжительных и дорогостоящих секретных операций ЦРУ. Ежегодное финансирование программы, начавшейся с суммы $20–30 миллионов, к 1987 году возросла до $630 миллионов. Главным техническим инструментом операции «Циклон» была выбрана «ISI» — межведомственная разведка Пакистана.
За период с 1978 по 1992 год, на средства операции «Циклон», ISI обучила и вооружила свыше 100 (ста) тысяч членов формирований афганских моджахедов, занималась вербовкой добровольцев (наёмников) в арабских и исламских странах, в государствах персидского залива и в Уйгурской автономии Китая. По разным оценкам, ISI было мобилизовано до 35 (тридцати пяти) тысяч иностранных мусульман из 43 исламских стран.
Финансирование программы «Циклон» увеличивалось из года в год, благодаря активной поддержке ряда политиков и военных деятелей США. Пакистану, на подготовку и снабжение формирований афганских мятежников различного рода вооружением, включая переносные ракетно-зенитные комплексы «Стингер» было перечислено, в виде кредитных траншей и экономической помощи — до 20 миллиардов долларов США.
Большой вклад против Советского Союза внёс директор ЦРУ Уильям Кейси (1981—1987). Именно он 1981 году убедил президента Р. Рейгана в ослаблении Советского Союза и целесообразности проведения масштабных секретных операций:
В 1982 году на финансовые средства от операции «Циклон» в пакистанском городе Пешавар при взаимодействии ЦРУ и ISI была образована «Пешаварская семёрка» — «исламский союз моджахедов Афганистана», состоящий из семи исламских партий афганских моджахедов суннитского толка, шести пуштунских и одной таджикской. «Альянс семи» привлекал, распределял и контролировал иностранную финансовую, военную помощь — США (в рамках секретной операции ЦРУ «Циклон»), государств Персидского залива, Западной Европы, КНР и других государств, управлял военными действиями против Правительства ДРА и ОКСВА. К 1989 году, численность вооружённых формирований афганских моджахедов исламских партий «Пешаварской семёрки» достигла 200 тысяч членов.

По сообщению американской газеты «The New York Times», уже в декабре 1982 года ЦРУ США получило от правительства США указание поставлять моджахедам тяжёлое вооружение, в том числе безоткатные орудия, миномёты и противотанковые гранатомёты. Против советских войск в Афганистане был объявлен джихад. К войне присоединилось большое количество арабских наёмников. Помощь шла через международные исламские организации. В их числе особое место занимала «Мактаб аль-Хидамат», основанная в 1984 году в городе Пешавар (Пакистан) Абдуллой Аззамом и Усамой бен Ладеном. 

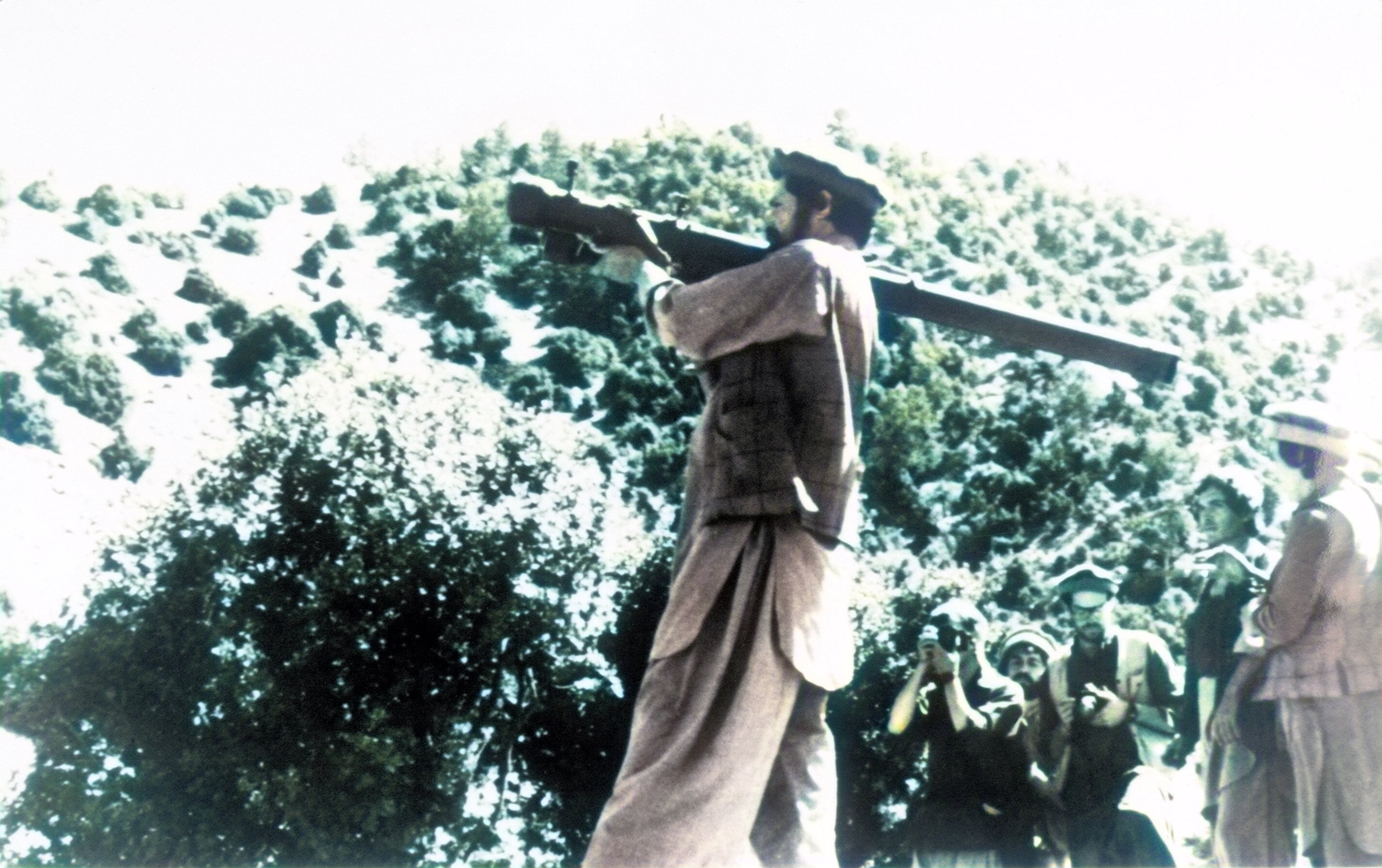
Афганский моджахед со Стрелой-2, 26 августа 1988 года

Осенью 1986 года США начали поставки моджахедам ракеты «Стингер» для борьбы с советскими вертолётами и самолётами. Уже 5 января 1987 года советские спецназовцы перехватили комплект ПЗРК «Стингер». По данным экспертов министерства обороны США, ЦРУ США поставило мятежникам 1000 ракет «Стингер», и из этого количества в ходе афганской войны было израсходовано около 350. После завершения войны конгресс США выделил 65 миллионов долларов на операцию по покупке ПЗРК и ракет, и некоторое их количество было выкуплено, однако до 400 «стингеров» остались в Афганистане.
Помимо «Стингеров» мятежники получили английские ПЗРК Blowpipe и советские Стрела-2, которые ранее были поставлены Организации освобождения Палестины.

## Пакистан. Межведомственная разведка ISI
В 1970—1980 годы, Пакистан был союзником США, Китая, Саудовской Аравии и в 1970 годы имел значительное внешнее влияние от США. Между Пакистаном и Афганистаном (РА), существует давний не разрешённый (по мнению РА) пограничный спор, связанный с «линией Дюранда», служащей нынешней государственной границей государств и разделяющей «территорию племён». Инструкторы из секретной межведомственной разведки ISI (SAS) не только готовили «моджахедов» в пакистанских лагерях, но и сами участвовали в боевых действиях против советских войск.
Обеспечение афганской оппозиции финансовыми средствами и вооружением (в том числе боеприпасами) от имени ЦРУ осуществляла межведомственная разведка ISI. По прибытии оружия в Пакистан, ответственность ЦРУ заканчивалась и целиком ложилась на ISI, крайним звеном в цепочке снабжения в Пешаваре становились 7 партий и их полевые командиры.

Когда моджахед бросал мину в трубу своего миномёта, то был конец маршрута, в процессе которого мина как минимум перегружалась 15 раз, преодолев тысячи километров с помощью грузовика, корабля, поезда, затем снова грузовика и вьючного животного— Мохаммад Юсуф начальник афганского отдела межведомственной разведки Пакистана ISI в 1983-1987 книга «Ловушка для медведя»
Органы государственной безопасности МГБ ДРА сообщили, что уже в конце января 1981 года в Пакистане был открыт филиал зарегистрированной в Лихтенштейне фирмы «Monte Franco Scandinabia Est.», при посредничестве которой в Пакистан «в частном порядке» прибыло по меньшей мере пять инструкторов из США и Великобритании, принимавших непосредственное участие в боевой подготовке моджахедов.

### Логистика военной помощи
В Пакистан из различных государств морем и воздухом доставлялись военные грузы для афганской оппозиции. Существовало два трафика снабжения. Первый из Карачи в Кветту, второй из Равалпинди и Пешавар, оба к границе с Афганистаном. С приграничной полосы бесчисленное количество путей снабжения вели в Афганистан.
Система снабжение вооружением состояло из трёх этапов
— За первый этап было ответственно ЦРУ. Оно доставляло вооружение в Пакистан, оплачивало издержки за транспорт.

— За второй этап отвечала межведомственная разведка ISI. Она принимала груз в Пакистане, складировало его и передавало исламским партиям под Пешаваром.

— За третий, завершающий этап снабжения, несли ответственность исламские партии, они же занимались распределением оружия по своим полевым командирам в Афганистане.

### Маршруты доставки
В период Афганской войны (1979—1989) было установлено шесть главных маршрутов (путей) для доставки военных грузов афганской оппозиции (1979—1989):
— Первый и главный маршрут, «северо-восточный» из Читрал (Пакистан) — в Пандшерское ущелье и, в Файзабад, а оттуда в северные провинции. Он был наиболее коротким, надежным и менее затратным. Однако этот маршрут имел сезонный фактор. В период «с ноября по май», он был непроходим из-за снега.

— Второй, «восточный» самый активный маршрут пролегал из Парачинара (в переводе с дари «клюв попугая») через Алихейль (провинция Пактия) в провинцию Логар, через него проходило приблизительно 40 % от всего объёма грузов. Он был наиболее коротким до Кабула, протяжённостью 7 дней в пути. Он использовался в том числе и для передвижений на север через горные долины близ Мазари-Шариф, но он был наиболее долговременным, более одного месяца. Этот маршрут был особенно проблемным с точки зрения препятствий со стороны правительственных сил ДРА и Советских войск.

— Третий — «юго-восточный», тянулся от Мирам Шах через Джавару в провинцию Логар. Колонны и караваны расходились по развилке либо на Гардез либо на Газни, он же, в случае необходимости использовался для снабжения в северном направлении, через горные участки местности. Этот маршрут, использовался также часто.

— Четвёртый маршрут брал начало в Кветте, пересекал пакистано-афганскую границу в районе Чаман и пролегал в направлении города Кандагар, а также в ближайшие южные провинции. Данный маршрут проходил по открытой местности и требовал использования скоростных транспортных средств. Данный маршрут, как и метод доставки был очень опасен, поскольку подозрительные транспортные средства уничтожались наземными и воздушными силами ОКСВА.

— Пятый маршрут пролегал на отдалении до 400 км на запад, в южной провинции Гильменд до сравнительно небольшой перевалочной базы у Гирзи-Джангл, используемой для снабжения провинций: Гильменд, Нимруз, Фарах и Герат. Данный маршрут подвергался частым нападениям. За исключением редких случаев конвою удавалось пройти не атакованным. Местность по которой пролегал маршрут представляла открытую территорию, с низкой густонаселённостью, на которой было сложно запросить боевую поддержку. Транспорт, движущийся на север от пакистанской границы, легко себя обнаруживал с воздуха и попадал под удары авиации и засады подразделений ОКСВА. Для доставки груза в Герат, требовалась неделя.

— Шестой маршрут пролегал через Иран. Он был надежен и прост. Для доставки грузов в провинции Фарах и Герат было необходимо сначала проделать длинный путь на запад — вдоль границы Белуджистана в Иран, а затем ещё 600 километров — на север от города Захедан в Иране, вдоль ирано-афганской границы в направлении Герата. Однако, данный маршрут имел свои сложности.
Всякий раз транспортируя груз по этому маршруту, требовалось заблаговременно — за 6 месяцев получить от иранской стороны разрешение на пересечение границы с указанным перечнем груза, поскольку разрешался ввоз исключительно ручного огнестрельного вооружения. Конвой тщательно досматривался и на обратном пути.

В 1983 году по данным маршрутам снабжения прошло 10 тысяч тонн оружия и боеприпасов. В 1987 году поставки выросли до 65.000 тонн.
Офицер логистики ISI держал на полном контроле движении поток грузов, распорядок прибытия кораблей и самолётов, железнодорожные составы, находил необходимый транспорт и следил за тем чтобы не допустить утечки информации.

Начальник Межведомственной разведки Пакистана ISI — генерал Ахтар следовал своей незыблемой стратегии, согласно которой только ISI решала, кто, сколько и какое вооружение получит.
 Это означало, что после образования союза партий распределение оружия для каждой из них было в нашей зоне ответственности.

Никто вне ISI, даже президент Зия, не имел контроля или влияния на распределение оружия, боеприпасов или других грузов из наших складов в Равалпинди и Кветте— Мохаммад Юсуф, начальник афганского отдела центра межведомственной разведки Пакистана ISI в 1983-1987

## Иран. Шиитская восьмёрка
Ответом ставшей к 1980 году Исламской республикой западного соседа Афганистана — Ирана на ввод советских войск в Афганистан стало образование в начале 1980-х годов в Иране «Коалиционного Совета Исламской революции Афганистана» — военно-политического союза исламского сопротивления моджахедов-шиитов. В то время внешнеполитическая доктрина Исламской Республики Иран во главе с аятоллой Рухоллы Хомейни основывалась на «экспорте исламской революции» на мусульманские страны, и прежде всего на соседние. Рухолла Хомейни называл СССР «маленькой Сатаной» (тогда как США — «большой Сатаной»). Его организовали лидеры восьми проиранских фундаментальных шиитских партий и организация больше известна как «Шиитская восьмёрка». Деятельность альянса была направлена на привлечение, распределение, контроль финансовых средств и управление действиями вооружённых формирований афганских моджахедов-шиитов против правительства Афганистана и Ограниченного контингента советских войск в Афганистане (ОКСВА).
Некоторые отряды моджахедов получали помощь из Ирана — в частности, отряд «однорукого Кари» («Кяри-якдаста»), действовавший в районе Герата и отряд Турана Исмаила, действовавший в окрестностях Мешхеде.

## Саудовская Аравия
Военная и финансовая помощь афганской оппозиции (1979—1989) со стороны Саудовской Аравии сопоставима 3 миллиардами долларов, в целом, столько же потратило и ЦРУ. Отдельные источники утверждают, что финансовый вклад Саудовской Аравии был в два раза больше. Большая часть финансовых средств афганской оппозиции было открыто передано из бюджета Королевства. Другая часть (от частных лиц и сообществ) поступала из пожертвований от саудовских принцев, бизнес-сообщества королевства и сборов в мечетях.

## Китай и Египет
В 1984 году, лидером по поставкам вооружения стал КНР. Причиной поддержки Китая афганской оппозиции стал Советско-китайский раскол. Китайцы отличались от других стабильностью и пунктуальностью, и переправляли оружие афганцам через территорию Пакистана и через Ваханский коридор (до полного занятия коридора советскими войсками).
Начиная с 1985 года ЦРУ начало закупать большие партии вооружения в Египте, ставшим к тому времени проамериканским.

## Япония
Япония косвенно сыграла очень значительную роль в борьбе против СССР.
У Японии с СССР был территориальный спор (не был подписан мирный договор) из-за проблемы принадлежности южных Курильских островов и юга Сахалина. Силы самообороны Японии не участвовали в боях, но японская финансовая помощь позволила Пакистану стать опорным пунктом для подготовки моджахедов против советских войск. Размеры этой поддержки были огромны. Только за период с декабря 1979 года по август 1983 года ставшей к тому моменту второй экономикой мира Япония оказала помощь Пакистану на сумму более, чем 41 млрд долларов США.

## Формирование военного заказа
Места закупок вооружения определяли спецслужбы США и Саудовской Аравии. Основная часть средств на вооружение расходовалась вне Пакистана. США предоставляли пакистанской межведомственной разведке ISI список вооружений, необходимых для покупки на её территории.

Для доставки вооружение и боеприпасов до афганской границы, ЦРУ были приобрело сотни грузовиков. Исламские партии моджахедов нуждались в транспорте, к которому было необходимо горючее. Расходы возрастали с покупкой или наймом тысяч вьючных животных (мулов, лошадей и верблюдов), которые нужно было кормить и где-то содержать. Таким образом, стоимость доставки грузов из Пакистана в Афганистан в 1987 году, обходилась около 1,75 миллионов долларов в месяц.

## Помощь международных медицинских организаций
В годы Афганской войны (1979—1989), рядом правительств западноевропейских государств и частных медицинских общественных организации была организована деятельность по открытию госпиталей как вблизи границ, на сопредельной с Афганистаном территории, в Пакистане (Кветта и Пешавар), так и внутри страны, в районах контролируемых афганской оппозицией. Помощь поступала из трех основных источников:

1. Правительство Королевства Швеции профинансировало сеть из 10 медицинских клиник, укомплектованных афганским медицинским персоналом.

2. «Международный комитет Красного Креста» (МККК) управлял двумя госпиталями в Пешаваре и Кветте — Пакистан, занятые исключительно лечением раненных из отрядов афганских мятежников.

3. Три частные парижские медицинские организации формировали группы иностранных врачей, медсестер и медицинского оборудования в районах, находящихся под полным контролем вооружённой оппозиции. Медицинский персонал, в составе медицинских бригад, состоящих из граждан Франции при поддержке французского правительства осуществлял деятельность внутри Афганистана, оказывая медицинскую помощь членам отрядов сопротивления, так и гражданскому населению.
Деятельность частных французских медицинских организаций в 1980-е годы приобрела широкую известность мировой общественности. По данным одного из источников, с началом войны — 800 (восемь сот) докторов из франко-шведских команд, к концу 1983 года сократили общую численность до 300 (трёх ста)
В августе 1983 года в Афганистане, медицинскую помощь оказывало около 27 — преимущественно французских врачей и медсестер, десять из которых были женщинами. Французские медицинские бригады, по мнению руководства сопротивления, зарекомендовали себя с лучшей стороны.

В период 1980-83 годов около 250 франкоязычных врачей и медсестер служили в районах боевых действий. Большая часть из них пребывала в Афганистане от четырёх до восьми месяцев, ожидая замены. Каждая медицинская бригада состояла из двух-четырех врачей или медсестер. Ряд представителей иностранного медицинского персонала находились в Афганистане безвыездно.

Одна из женщин-врачей направлялась в Афганистан в многомесячные командировки шесть раз. Несмотря на то, что большинство медперсонала были гражданами Франции, группы формировались, также гражданами: Голландии, Норвегии, Великобритании и Бельгии.
Французские медицинские команды финансировались тремя частными организациями в Париже: MSF — «Врачи без границ» «Médecins sans frontières»; AIM — «Международная медицинская помощь» «Aide Medicale Internationale»; и MDM — «Врачи мира» «Médecins du Monde».
Наиболее активной в Афганистане была, безусловно — Организация «Врачи без границ» (MSF). Свою первую группу медицинской бригады она отправила в Афганистан в мае 1980 года. Эта группа констатировала, что до их прибытия на местах не было ни врачей, ни медикаментов, а были эпидемии кори и дифтерии с угрожающими эпидемическими перспективами. Также сообщалось, что многим раненым мятежникам требуется стационарное лечение. К концу 1983 года MSF отправила на территорию Афганистана более 170 врачей и медсестер, он также оснастил и эксплуатировал в разное время 12 небольших больниц в трёх провинциях. В свою очередь, AIM отправил от 40 до 50 человек; и MDM 20 человек.

Со слов самих медработников, Советским командованием и правительственными силами ДРА — на иностранный медицинский персонал была организована охота. В ряде случаев медицинские команды, через каждые несколько дней меняли дислокацию, чтобы сорвать планы Советских войск схватить их, в ряде случаев, врачи размещали свои учреждения непосредственно в пещерах.
В декабре 1982 года офис (SIDA) — «Шведского агентства международной помощи» «Swedish International Development Cooperation Agency» в целях развития выделил средства для оказания чрезвычайной помощи частному комитету Швеции в Афганистане для создания медицинских клиник на территории Афганистана. К концу 1983 года было инвестировано более 4 миллионов крон (500 000 долларов США). Десять, таких клиник были образованы в шести провинциях ДРА, ими управляли — нанятые за оплату и из-за пределов ДРА, афганские врачи SIDA.

К середине 1984 года функционировало 17 медицинских клиник. Сопровождающий шведский комитет поддерживал не только врачей и их сотрудников, но и снабжал клиники медицинским оборудованием и медикаментами. В свою очередь, местные отряды мятежников, контролирующие район были обязаны гарантировать безопасность персонала клиники.
Деятельность французских команд, открытие шведских клиник с энтузиазмом приветствовалось руководством отрядов мятежников. Сообщалось, например что шведская клиника в провинции Кунар, что через три месяца оказала медицинскую помощь 4000 пациентов, отмечая при этом, что — только 40 из числа этих пациентов были раненными мятежниками.

Вместе с тем, шведские клиники имели серьёзный недостаток — они были укомплектованы исключительно мужским медицинским персоналом. При оказании медицинской помощи гражданскому населению возникали проблемы — афганские религиозные устои не позволяли мужчинам-врачам (в большинстве случаев) обследовать и лечить, афганских женщин-пациенток.

## В творчестве
- Основанная на одноимённой книге Джорджа Крайла биографическая история «Война Чарли Уилсона» (2007) рассказывает о техасском конгрессмене-демократе Чарльзе Уилсоне, который в 1980-х годах непосредствеено отвечал за финансирование программы «Циклон».
- Ильяс Дауди. «В Круге Кундузском» военно-исторический роман-трилогия. — Москва: ДеЛибри, 2021. — 498 с. — ISBN 978-5-4491-0575-2.

повествует историю шести советских солдат-разведчиков на Афганской войне (1979—1989), захватывавшими массу трофейного оружия различного иностранного производства и столкнувшимися в госпитале горного укрепрайона с бригадой французских врачей гуманитарной миссии «Врачи без границ» (MSF).